# ماري بيرغمان
ماري بيرغمان (بالإنجليزية: Mary Kay Bergman) (و. 1961 – 1999 م) هي ممثلة، وممثلة صوت، من الولايات المتحدة الأمريكية، ولدت في لوس أنجلوس، توفيت في لوس أنجلوس، عن عمر يناهز 38 عاماً.
الوفاة:
```
...
```

عانت بيرغمان من اضطراب ثنائي القطب واضطراب القلق المعمم، والتي اختبأت من عائلتها وأصدقائها والنجوم المشاركة. عندما تم تشخيص والدتها بالسرطان، كان خطأ بيرغمان مخطئا كرد فعل على مرض والدتها مع الإجهاد المرتبط بالعمل. [21] وقال أندريد إنه وجد أدوية مزاجية عشبية كانت برغمان تخبئها في بيتها. [22]
كانت بيرغمان قد اعترفت بشكل خاص لزوجها أنها خائفة من فقدان موهبتها، لأن الدورات لم تسير على ما يرام، وسرعان ما يعرف الناس أنها فقدت ذلك، وهذا سيكون نهاية حياتها المهنية. [21] أندريد أسف في وقت لاحق برغمان قال لا أحد عن محنتها. [23] ومع مرور الوقت، بدا أن مخاوف بيرغمان تتناقص مع أداء والدتها بشكل أفضل. كانت بيرغمان وزوجها يخططان أيضا لشراء منزل جديد خلال عام، لكنها لا تزال تعاني جسديا. وبسبب هذا، قررت بيرغمان وزوجها قضاء عطلة في لاس فيغاس، وكانا قد خططا لها قبل أسبوع من وفاتها. [21]
في صباح 11 نوفمبر 1999، ساهم بيرغمان في برنامج إذاعي يحتفل بالذكرى السنوية ال 45 لديزني لاند. وقد شوهدت آخر مرة على قيد الحياة في الساعة التاسعة مساء بينما كانت تتحدث مع صديق على الهاتف. وبعد ساعة و 20 دقيقة، عاد زوجها وصديقه جون بيل، [23] إلى منزلهما لتجد أنها أطلقت النار على نفسها. وقد اعلنت الشرطة انها قتلت في الساعة 10:18 مساء

## التعليم
تعلمت في جامعة كاليفورنيا، لوس أنجلوس.

## وصلات خارجية
- ماري بيرغمان على موقع IMDb (الإنجليزية)
- ماري بيرغمان على موقع روتن توميتوز (الإنجليزية)
- ماري بيرغمان على موقع قاعدة بيانات الأفلام العربية
- ماري بيرغمان على موقع ألو سيني (الفرنسية)
- ماري بيرغمان على موقع ميوزك برينز (الإنجليزية)
- ماري بيرغمان على موقع أول موفي (الإنجليزية)
- ماري بيرغمان على موقع إن إن دي بي (الإنجليزية)
- ماري بيرغمان على موقع أول ميوزيك (الإنجليزية)
- ماري بيرغمان على موقع ديسكوغز (الإنجليزية)
- ماري بيرغمان على موقع قاعدة بيانات الفيلم (الإنجليزية)